# Vrátný (profese)
Vrátný[zdroj⁠?!] podle nařízení vlády České republiky č. 222/2010 Sb. Nařízení vlády o katalogu prací ve veřejných službách a správě, příloha k nařízení část B. Zařazení prací do povolání a platových tříd pod 1. 06.08 Vrátný je mimo jiné uvedeno:
| „ | 1. Kontrola příchodů a odchodů pracovníků i návštěvníků včetně poskytování informací a namátkové kontroly příručních zavazadel odcházejících. Kontrola příjezdů a odjezdů všech druhů vozidel ve vrátnici. 2. Výdej klíčů, zavírání a otevírání objektů, provádění obchůzek objektů, sledování bezpečnostních signalizačních zařízení. | “ |

Vrátný, známý také jako vyhazovač nebo hlídač[zdroj⁠?!], je strážce, který obvykle pouští do stravovacích zařízení nebo na místa konání akcí pouze vybrané hosty a provádí zdánlivou kontrolu vstupu.

## Úkoly
Vyhazovači často pracují pro pořadatele koncertů, večírků a festivalů a na diskotékách, v nočních klubech, tanečních kavárnách, restauracích a nevěstincích.
K povinnostem vyhazovače patří odmítání osob, které z pohledu pořadatele nezapadají do cílové skupiny akce. Vyhazovači vykonávají domovská práva jejich jménem, hájí zájmy zaměstnavatele. Vyhazovači se při výběru řídí některými běžnými kritérii: Vzhled, věk, oblečení, pohlaví, množství alkoholu a v některých případech i národnost. Mají také zabránit vnesení nežádoucích předmětů dovnitř. Často se jedná o zbraně, drogy a nápoje, které si lidé sami přinesou.
Vyhazovači jsou spolu s bezpečnostním personálem zodpovědní za to, aby na akci nedocházelo k násilným střetům. Kromě toho mají vyhazovači často také zajistit, aby do místa konání akce vstoupili lidé, kteří zvýší její atraktivitu. Patří sem nejen bohatí zákazníci, ale také ženy bez mužského doprovodu.
Vyhazovače však nelze zaměňovat s vrátným (portýrem). Vrátný stojí u vchodu do obchodu nebo na akci, vítá tam zákazníky/návštěvníky a je k dispozici i pro zodpovězení jejich dotazů. Otevírá dveře zákazníkům nebo návštěvníkům a je projevem vstřícnosti hostitele nebo majitele podniku vůči hostům. Vrátný obvykle nosí černý oblek a není klasifikován jako bezpečnostní služba, ale jako zaměstnanec ve službách. Nicméně i zde se vyžadují odborné znalosti, protože vrátného obvykle[zdroj⁠?!] zajišťuje také bezpečnostní agentura a příležitostně přebírá i činnost ochrany proti krádeži.